# 上海公交911路
上海公交911路，目前是由上海市闵行区航华新村地区通往市中心的公交线路之一。该线路的前身之一为上海公交双层巴士1路，开通于1993年，由上海动物园枢纽站开往老西门，是上海第一条使用双层巴士运行的线路。此外，该线路的前身之二为945路，由专线线路831路更名而来，原有运行路段为金陵东路外滩（后统一迁往新开河枢纽站）—虹桥机场，后改为航南路（航东路航南路）始发。

## 线路历史

### 原911路（原双层巴士1路）

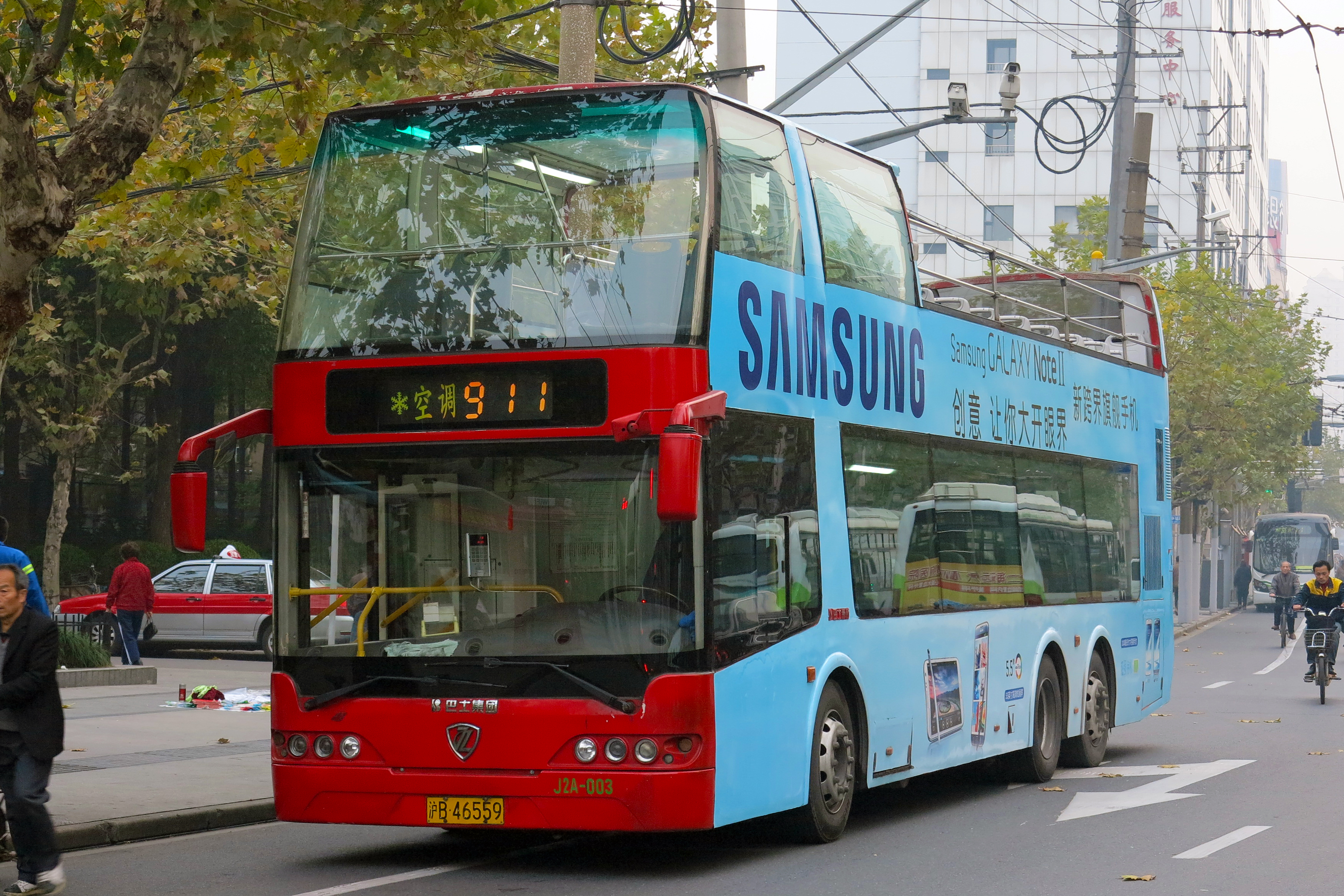
配属911路，行驶在中华路进入老西门终点站的金陵牌JLY6120SBK型号敞篷双层公交车

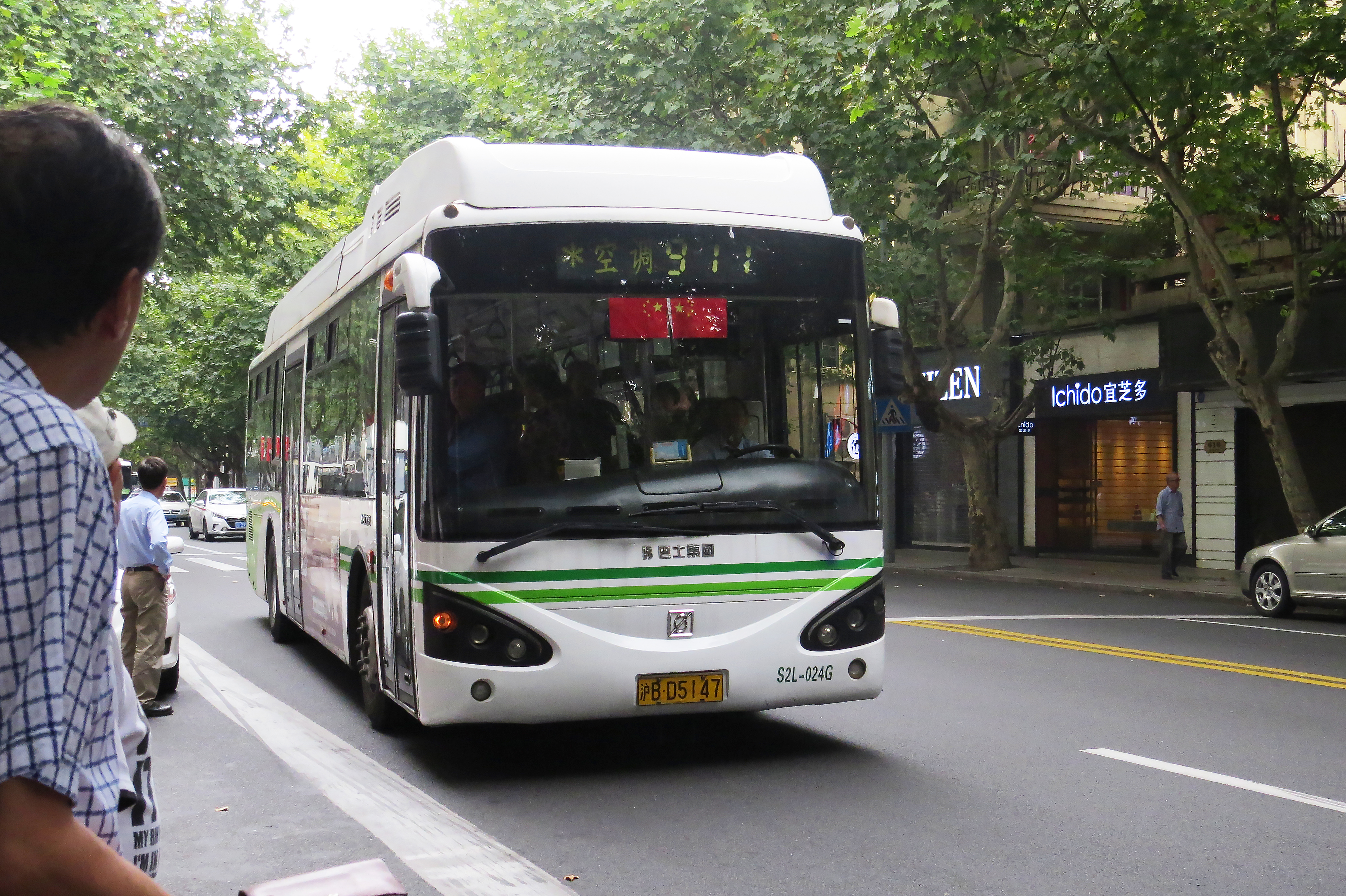
配属原911路的SWB6127HE2型号公交车，正在进入淮海中路思南路站

该线路的前身为上海公交双层巴士1路，是上海第一条使用双层巴士运行的线路，开通于1993年，由新新汽车服务公司（后并入巴士集团）运营，运行区间为老西门—虹桥路，后向西延至上海动物园，开通时核准配车32辆，最初使用从新加坡巴士退役的二手利蘭亞特蘭大型，1996年更换为国产非空调双层巴士，1998年开始使用首批金陵牌空调双层巴士。
后来，为便利居民出行，万科作为小区开发商，将911路延伸进了万科城市花园内设终点站。截止到2016年，这是上海市第一条终点站设在居民小区围栏内部的公交线路，至今亦为仅有的三个例子之一，为后来的两例“线路进小区”模式做了示范。
2005年，因原有型号双层车通过狭窄道路的能力较差，原有的双层车逐渐退役。2007年初，911路再次引进了金陵牌敞篷双层公交车；2007年9月，配属911路的同型号双层车再添9辆。2008年1月，因原有车辆运行于区间线路，上座率不高，其中10辆双层车改配上海公交观光巴士1路，运行区间改万体馆到外滩。
2010年12月1日起，该线路开始实行无人售票制度，单一票价2元。
在2016年7月前，线路运行走向是：上行由万科城市花园起，经七莘路、新龙路、吴宝路、吴中路、七莘路、沪青平公路、延安西路、虹井路、虹桥路、延安西路、伊犁路、虹桥路、淮海西路、淮海中路、淮海东路、西藏南路、复兴中路到中华路老西门终点站；下行自老西门，经过淮海东路、淮海中路、淮海西路、虹桥路、中山西路、延安西路、虹桥路、沪青平公路、七莘路至万科城市花园。

#### 龙门路区间车
2007年左右，911路曾开行区间车，在龙门路淮海西路—番禺路淮海西路区间运行双层公交车，后双层车恢复全线运行，原有区间车运行模式作为调度模式使用。

### 原911路区间车（原专线831路、945路）
911路区间车原为945路，由专线线路831路更名而来，原由大众百通公司运营（后大众百通并入巴士集团，改为巴士四汽所属）。线路开通1995年以后、或在1997年以前，原有运行路段为金陵东路外滩（后改在新开河枢纽站）—虹桥机场，后改为航南路（航东路航南路）始发。
2010年3月20日起，945路被撤销，并改为911路区间车。后来，该线路被缩线到龙门路淮海中路。
2010年12月1日起，该线路开始实行无人售票制度，单一票价2元。
2014年底、2015年初，上海市交通主管部门提出了911路和911路区间车整合的方案，即将911路撤出万科花园小区、撤销原911路，以911路区间车延长到老西门并更名911路。但是该计划遭到了七宝镇尤其是万科城市花园居民的强烈反对；而运营方巴士公交集团认为，911路和上海轨道交通10号线、921路、26路、57路、91路、189路、196路、748路、虹桥枢纽1路、328路、806路、925路、936路、沪朱专线等大批线路均是竞争关系，线路较为鸡肋，此外该线路运转区间过长，万科花园小区内部道路环境不良、合理分配运力避免浪费等也是有关方面提出该调整计划的理由。最终该计划无果而终。

### 新911路

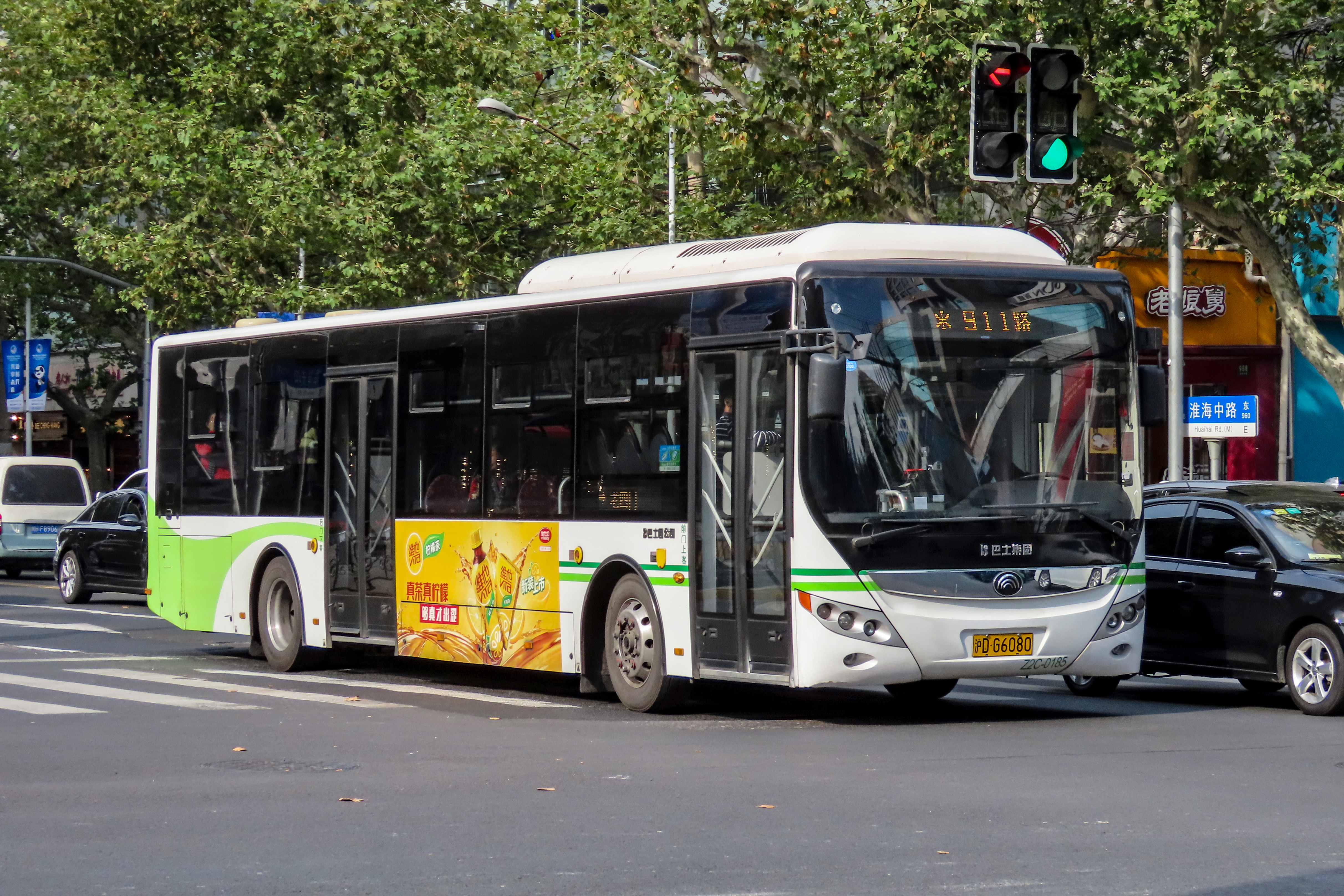
911路使用的宇通ZK6125BEVG6驶经淮海中路陕西南路

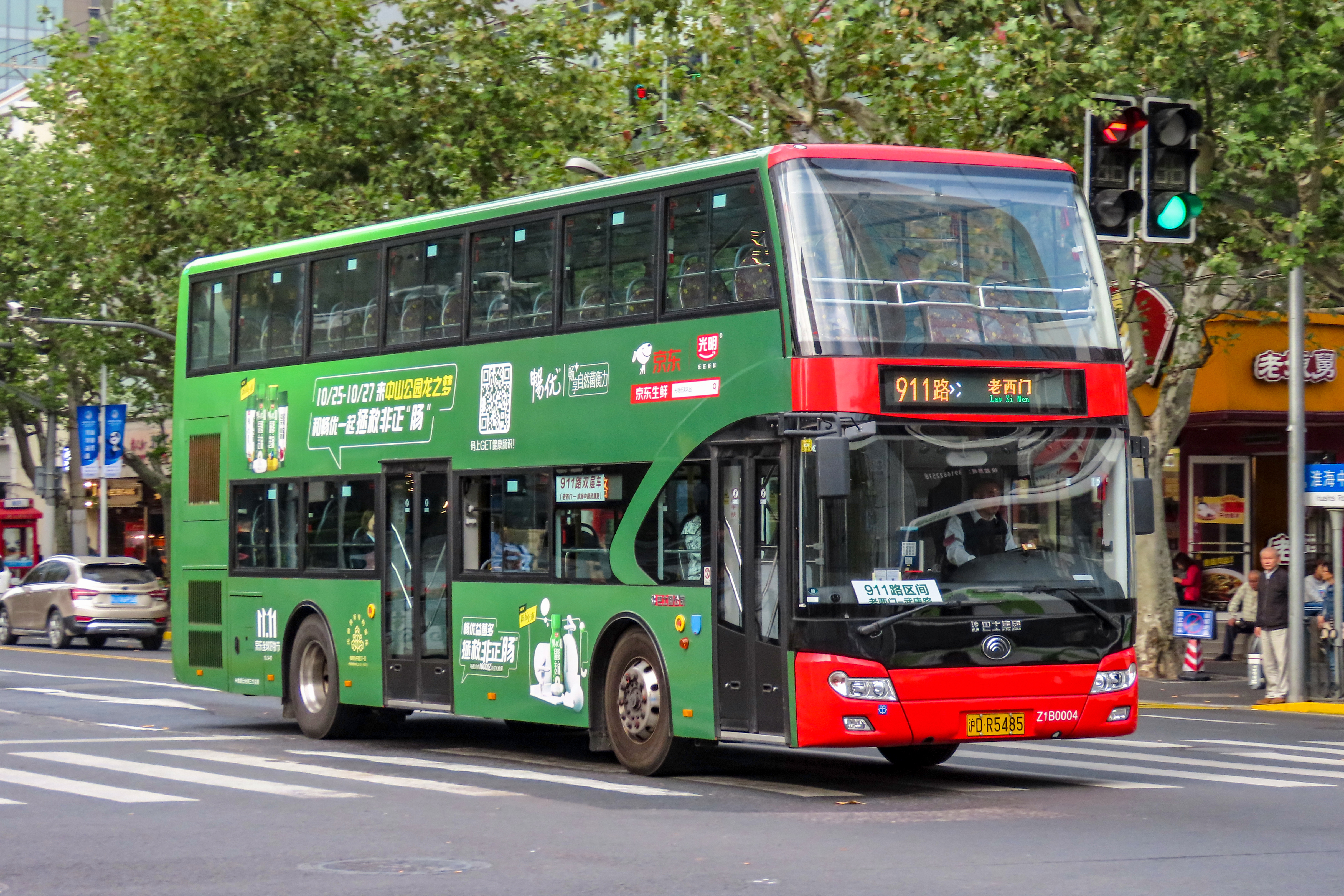
使用双层巴士的911路武康路区间车

2016年7月31日，911区间和911路正式合并为一条线路，以911区间线路为基础延伸到老西门。
2018年1月，因车辆达到报废年限，911路所有的金陵牌JLY6120SBK型号敞篷双层公交车退出营运。2018年2月13日，911路新投入一批宇通牌ZK6116HGS2型双层客车。新客车为非敞篷设计，车门为一级踏步，二层前部布置了超大玻璃，还选装了全景天窗。
2020年12月底，淮海路进行一路一骨干线网调整，911路线路调整为新开河路中山东二路（原26路终点站）——航南路航东路，成为淮海路骨干公交线路。
。

## 路线基本资料

### 线路走向
2020年12月27日前：
- 上行：自航南路起，经航南路、航中路、航北路、航东路、沪青平公路、延安西路、虹井路、虹桥路、延安西路、伊犁路、安顺路、定西路、新华路、淮海西路、淮海中路、淮海东路、西藏南路、复兴中路、中华路到老西门。
- 下行：由老西门起，沿中华路、淮海东路、淮海中路、淮海西路、新华路、定西路、安顺路、中山西路、延安西路、虹桥路、沪青平公路、航东路到航南路。[2]

2020年12月27日后：
- 上行：自航南路起，经航南路、航中路、航北路、航东路、沪青平公路、延安西路、虹井路、虹桥路、延安西路、伊犁路、安顺路、定西路、新华路、淮海西路、淮海中路、淮海东路、人民路、东门路、中山东二路到新开河路。
- 下行：由新开河路起，沿人民路、淮海东路、淮海中路、淮海西路、新华路、定西路、安顺路、中山西路、延安西路、虹桥路、沪青平公路、航东路到航南路。[23]

### 服务时间
2020年12月27日前：
- 航南路航东路：05:50—21:00
- 老西门：05:50—22:00[2]

2020年12月27日后：
- 航南路航东路：05:50—21:00
- 新开河路中山东二路：05:30—22:30

### 收费
全程单价RMB¥2，无人售票，线路实行公交换乘优惠。

### 设站
参照巴士集团给出的线路信息和时刻表，列表记述该线路之设站和首末班车时间。
| 911路停靠站点列表（2017年2月1日~） |       |       |                      |      |       |
| 上行站点                           | 首班  | 末班  | 下行                 | 首班 | 末班  |
| 老西门                             | 06:00 | 22:00 | 航南路航东路         | 5:50 | 21:00 |
| 小北门                             | 06:02 | 22:02 | 航北路航中路         | 5:51 | 21:01 |
| 淮海东路云南南路                   | 06:04 | 22:04 | 航东路航北路         | 5:53 | 21:03 |
| 淮海中路西藏南路                   | 06:06 | 22:06 | 航华一村             | 5:54 | 21:04 |
| 淮海中路嵩山路                     | 06:08 | 22:08 | 航东路沪青平公路     | 5:56 | 21:06 |
| 淮海中路重庆南路                   | 06:10 | 22:10 | 延安西路外环高速公路 | 5:58 | 21:08 |
| 淮海中路思南路                     | 06:12 | 22:12 | 上海动物园(虹井路)   | 6:01 | 21:11 |
| 淮海中路陕西南路                   | 06:14 | 22:14 | 虹桥路程家桥         | 6:03 | 21:13 |
| 淮海中路常熟路                     | 06:17 | 22:17 | 虹桥路虹梅路         | 6:04 | 21:14 |
| 淮海中路乌鲁木齐中路               | 06:19 | 22:19 | 虹桥路虹许路         | 6:05 | 21:15 |
| 淮海中路高安路                     | 06:21 | 22:21 | 虹桥路水城路         | 6:07 | 21:17 |
| 淮海中路武康路                     | 06:23 | 22:23 | 虹桥开发区           | 6:10 | 21:20 |
| 新华路番禺路                       | 06:27 | 22:27 | 伊犁路安顺路         | 6:12 | 21:22 |
| 香花桥                             | 06:29 | 22:29 | 安顺路中山西路       | 6:14 | 21:24 |
| 安顺路凯旋路                       | 06:32 | 22:32 | 安顺路长顺路         | 6:16 | 21:26 |
| 安顺路中山西路                     | 06:34 | 22:34 | 安顺路凯旋路         | 6:18 | 21:28 |
| 虹桥开发区                         | 06:35 | 22:35 | 香花桥               | 6:20 | 21:30 |
| 延安西路娄山关路                   | 06:38 | 22:38 | 新华路番禺路         | 6:22 | 21:32 |
| 虹桥路水城路                       | 06:39 | 22:39 | 淮海中路武康路       | 6:24 | 21:34 |
| 虹桥路虹许路                       | 06:40 | 22:40 | 淮海中路高安路       | 6:26 | 21:36 |
| 虹桥路虹梅路                       | 06:41 | 22:41 | 淮海中路乌鲁木齐中路 | 6:28 | 21:38 |
| 虹桥路程家桥                       | 06:42 | 22:42 | 淮海中路常熟路       | 6:30 | 21:40 |
| 上海动物园(虹桥路)                 | 06:44 | 22:44 | 淮海中路陕西南路     | 6:32 | 21:42 |
| 沪青平公路外环高速公路             | 06:46 | 22:46 | 淮海中路思南路       | 6:34 | 21:44 |
| 航东路沪青平公路                   | 06:48 | 22:48 | 淮海中路重庆南路     | 6:36 | 21:46 |
| 航华一村                           | 06:50 | 22:50 | 西藏南路淮海东路     | 6:38 | 21:48 |
| 航东路航北路                       | 06:52 | 22:52 | 老西门               |      |       |
| 航南路航东路                       |       |       |                      |      |       |

## 历史停靠站点

### 911路
下表列举上海科学普及出版社出版、上海市测绘院编纂的《上海城区交通图·2008年》收录的911路停站信息。括号内的站点为现在使用的规范化名称。
| 911路停靠站点列表（截至2016年7月） |                                  |
| 上行站点                           | 下行站点                         |
| 老西门                             | 万科城市花园                     |
| 小北门                             | 唐家浜桥（沪青平公路星站路）     |
| 淮海东路（淮海东路浙江南路）       | 吴家巷（沪青平公路吴宝路）       |
| 重庆南路（淮海中路重庆南路）       | 陆家堰（沪青平公路航新路）       |
| 思南路（淮海中路思南路）           | 田图（沪青平公路航东路）         |
| 陕西南路（淮海中路陕西南路）       | 沪青平公路（延安西路环西一大道） |
| 常熟路（淮海中路常熟路）           | 上海动物园（上海动物园虹井路）   |
| 高安路（淮海中路高安路）           | 程家桥                           |
| 武康路（淮海中路武康路）           | 虹梅路（虹桥路虹梅路）           |
| 番禺路（淮海西路番禺路）           | 虹许路（虹桥路虹许路）           |
| 左家宅                             | 水城路（虹桥路水城路）           |
| 凯旋路（淮海西路凯旋路）           | 虹桥开发区                       |
| 虹桥路（中山西路虹桥路）           | 安顺路（伊犁路安顺路）           |
| 安顺路（中山西路安顺路）           | 虹桥路（虹桥路宋园路）           |
| 虹桥开发区                         | 长顺路（虹桥路长顺路）           |
| 水城路（虹桥路水城路）             | 左家宅                           |
| 虹许路（虹桥路虹许路）             | 番禺路（淮海西路番禺路）         |
| 虹梅路（虹桥路虹梅路）             | 武康路（淮海中路武康路）         |
| 程家桥                             | 高安路（淮海中路高安路）         |
| 上海动物园（上海动物园虹桥路）     | 常熟路（淮海中路常熟路）         |
| 沪青平公路（环西一大道沪青平公路） | 陕西南路（淮海中路陕西南路）     |
| 田图（沪青平公路航东路）           | 思南路（淮海中路思南路）         |
| 陆家堰（沪青平公路航新路）         | 重庆南路（淮海中路重庆南路）     |
| 吴家巷（沪青平公路吴宝路）         | 淮海东路（西藏南路淮海东路）     |
| 唐家浜桥（沪青平公路星站路）       | 老西门                           |
| 万科城市花园                       |                                  |

### 945路

#### 2010年以前
下表列举上海科学普及出版社出版、上海市测绘院编纂的《上海城区交通图·2007年》、《上海城区交通图·2010年》收录的945路停站信息。括号内的站点为现在使用的规范化名称。
| 945路停靠站点列表（2010年以前）      |                                      |
| 上行站点                             | 下行站点                             |
| 航南路（航南路航东路）               | 新北门                               |
| 航北路（航中路航北路）               | 新开河                               |
| 航华一村                             | 淮海东路（淮海东路浙江南路）         |
| 航东路（航北路航东路）               | 嵩山路（淮海中路嵩山路）             |
| 沪青平公路（延安西路环西一大道）     | 重庆南路（淮海中路重庆南路）         |
| 上海动物园（上海动物园虹井路）       | 思南路（淮海中路思南路）             |
| 程家桥                               | 陕西南路（淮海中路陕西南路）         |
| 虹梅路（虹桥路虹梅路）               | 常熟路（淮海中路常熟路）             |
| 虹许路（虹桥路虹许路）               | 乌鲁木齐中路（淮海中路乌鲁木齐中路） |
| 水城路（虹桥路水城路）               | 高安路（淮海中路高安路）             |
| 虹桥开发区                           | 武康路（淮海中路武康路）             |
| 安顺路（伊犁路安顺路）               | 番禺路（新华路番禺路）               |
| 凯旋路（安顺路凯旋路）               | 香花桥（新华路香花桥）               |
| 香花桥（新华路香花桥）               | 凯旋路（安顺路凯旋路）               |
| 番禺路（新华路番禺路）               | 中山西路（安顺路中山西路）           |
| 武康路（淮海中路武康路）             | 虹桥开发区                           |
| 高安路（淮海中路高安路）             | 水城路（虹桥路水城路）               |
| 乌鲁木齐中路（淮海中路乌鲁木齐中路） | 虹许路（虹桥路虹许路）               |
| 常熟路（淮海中路常熟路）             | 虹梅路（虹桥路虹梅路）               |
| 陕西南路（淮海中路陕西南路）         | 程家桥                               |
| 思南路（淮海中路思南路）             | 上海动物园（上海动物园虹桥路）       |
| 重庆南路（淮海中路重庆南路）         | 沪青平公路（环西一大道沪青平公路）   |
| 嵩山路（淮海中路嵩山路）             | 航东路（航北路航东路）               |
| 西藏南路（淮海东路西藏南路）         | 航华一村                             |
| 新北门                               | 航北路（航东路航北路）               |
| 新开河                               | 航南路（航南路航东路）               |

#### 2010年~2016年7月
下表列举中华地图学社出版、上海市测绘院编纂的《公共交通图·2016年》收录的911路区间的停站信息。
| 911区间停靠站点列表（2010年~2016年7月） |                                  |
| 上行站点                                | 下行站点                         |
| 航南路航东路                            | 龙门路淮海中路                   |
| 航中路航北路                            | 淮海中路嵩山路                   |
| 航华一村                                | 淮海东路重庆南路                 |
| 航北路航东路                            | 淮海中路思南路                   |
| 延安西路环西一大道                      | 淮海中路陕西南路                 |
| 上海动物园（虹井路）                    | 淮海中路常熟路                   |
| 程家桥                                  | 淮海中路乌鲁木齐中路             |
| 虹桥路虹梅路                            | 淮海中路高安路                   |
| 虹桥路虹许路                            | 淮海中路武康路                   |
| 虹桥路水城路                            | 新华路番禺路                     |
| 虹桥开发区                              | 新华路香花桥                     |
| 伊犁路安顺路                            | 安顺路凯旋路                     |
| 安顺路中山西路 （2011年5月增设）        | 安顺路中山西路                   |
| 安顺路凯旋路                            | 虹桥开发区                       |
| 新华路香花桥                            | 虹桥路水城路                     |
| 新华路番禺路                            | 虹桥路虹许路                     |
| 淮海中路武康路                          | 虹桥路虹梅路                     |
| 淮海中路高安路                          | 程家桥                           |
| 淮海中路乌鲁木齐中路                    | 上海动物园（虹桥路）             |
| 淮海中路常熟路                          | 沪青平公路（环西一大道沪青平公路 |
| 淮海中路陕西南路                        | 航东路（航北路航东路）           |
| 淮海中路思南路                          | 航华一村                         |
| 淮海东路重庆南路                        | 航东路航北路                     |
| 金陵中路普安路                          | 航南路航东路                     |
| 龙门路淮海中路                          |                                  |